# John Katko
John Katko, né le 9 novembre 1962 à Syracuse (État de New York), est un homme politique américain, membre du Parti républicain et élu de l'État de New York à la Chambre des représentants des États-Unis de 2015 à 2023.

## Biographie

### Carrière professionnelle
John Katko est originaire du comté new-yorkais d'Onondaga. Après des études de droit à l'université de Niagara et à l'université de Syracuse, il devient avocat. Au début des années 1990, il travaille pour la Securities and Exchange Commission. À partir de 1995, il rejoint le département de la Justice.

### Représentant des États-Unis

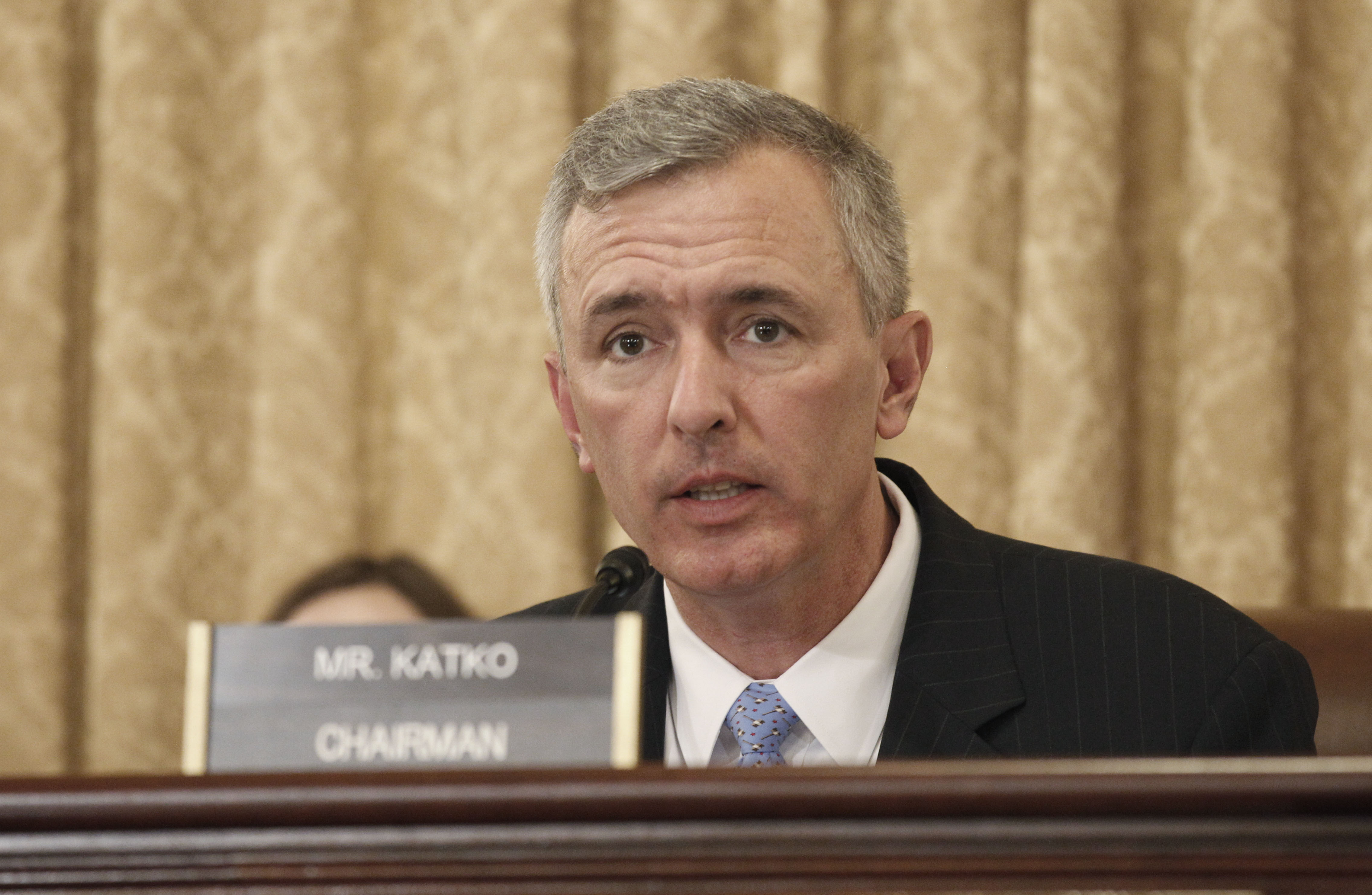
John Katko en 2016, présidant la sous-commission sur la sécurité dans les transports.

En 2014, il se présente à la Chambre des représentants des États-Unis dans le 24e district de l'État de New York, qui comprend les comtés de Cayuga, Onondaga et Wayne ainsi qu'une partie du comté d'Oswego. Il affronte le démocrate sortant Dan Maffei. Depuis 2008, le district ne cesse de balancer entre démocrates et républicains, même s'il a voté pour Barack Obama en 2008 et 2012. D'abord devancé par Maffei, Katko refait son retard en octobre et prend la tête des sondages. Il est élu représentant avec 59,5 % des suffrages.
Il est candidat à sa réélection en 2016 face à la démocrate Colleen Deacon. Les démocrates pensent pouvoir reconquérir le siège. Cependant, à un mois des élections, Katko arrive largement en tête des enquêtes d'opinion. Il rassemble finalement plus de 60 % des voix, un score supérieur à celui de 2014. Le même jour, Hillary Clinton remporte pourtant le district avec environ 4 points d'avance sur Donald Trump,.
Lors des élections de 2018, il est réélu avec environ cinq points d'avance sur la démocrate Dana Balter (52,6 % contre 47,4 %). À l'issue de ces élections, qui voient une vague démocrate à l'échelle nationale, il est l'un des trois derniers républicains à remporter un district ayant voté pour Hillary Clinton en 2016 (contre 25 avant les élections),. John Katko et Dana Balter se retrouvent en 2020 et les sondages prédisent un résultat serré,. Le représenant sortant remporte facilement l'élection, doublant son avance sur Balter par rapport à 2018.
Au Congrès, John Katko est membre de la commission sur les Transports et les Infrastructures et sur la Sécurité intérieure.

## Positions politiques
John Katko est considéré comme un républicain modéré,,. Il est membre du Republican Main Street Partnership. Il est par exemple l'un des rares républicains à voter pour l'interdiction des discriminations envers les personnes LGBT, ou contre l'interdiction des personnes transgenres dans l'armée.
Sous la présidence de Donald Trump, il vote environ 75 % du temps en accord avec le président. Il est ainsi l'un des républicains s'opposant le plus souvent au président avec Brian Fitzpatrick et Chris Smith. En 2020, contrairement à 2016, il apporte cependant son soutien à Donald Trump en vue de l'élection présidentielle,.
Le 12 janvier 2021, après l'assaut du Capitole des États-Unis par des partisans de Donald Trump le 6 janvier qui fait cinq morts et des dizaines de blessés, John Katko est le premier républicain à annoncer son intention de voter en faveur de l'impeachment du président,. Le lendemain, la Chambre des représentants approuve la mise en accusation de Donald Trump pour « incitation à l'insurrection » par 232 voix (dont 10 républicains) contre 197,,. John Katko fait alors partie, aux côtés de Liz Cheney, des 10 républicains qui se joignent aux démocrates pour voter la mise en accusation de Donald Trump et déclare : « Permettre au président des États-Unis d'inciter à cette attaque sans conséquence est une menace directe pour l'avenir de notre démocratie. C'est pourquoi je ne peux pas rester les bras croisés sans agir. Je voterai pour mettre ce président en accusation ».

## Historique électoral

### Chambre des représentants des États-Unis
| Année | John Katko | Démocrate | Autres |
| ----- | ---------- | --------- | ------ |
| Année |            |           |        |
| 2014  | 59,47 %    | 40,31 %   | 0,22 % |
| 2016  | 60,49 %    | 39,40 %   | 0,10 % |
| 2018  | 52,57 %    | 47,31 %   | 0,13 % |
| 2020  | 53,16 %    | 42,99 %   | 3,85 % |